# Schönbach (Sebnitz)
Schönbach je vesnice, místní část velkého okresního města Sebnitz v německé spolkové zemi Sasko. Nachází se v zemském okrese Saské Švýcarsko-Východní Krušné hory a má 273 obyvatel.

## Historie
Původně samostatná vesnice se připojila k městu Sebnitz 1. prosince 1935. Schönbach neměl nikdy vlastní kostel. Farář ze sousedního Krumhermsdorfu docházel na bohoslužby do jednotlivých domů, jinak chodili zdejší věřící do okolních kostelů.

## Geografie
Vesnice se rozkládá po obou březích potoka Schönbach pod Ungerbergem (538 m n. m.) v Šluknovské pahorkatině. Vesnicí prochází železniční trať Budyšín – Bad Schandau, zastávka však v Schönbachu není. Zachovala se zde řada podstávkových a hrázděných domů. Schönbach má vlastní dobrovolný hasičský sbor.

## Pamětihodnosti
- památník první světové války